# فيلق الجيش الحادي والعشرون (الفيرماخت)

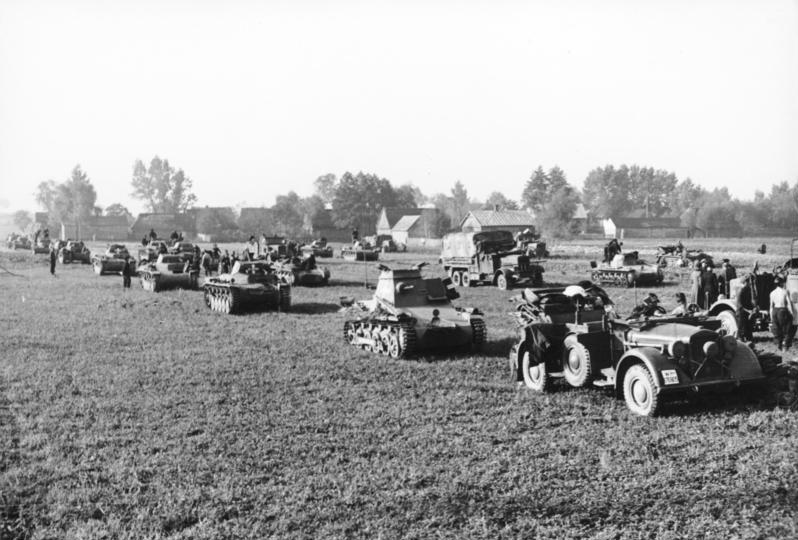

لا ينبغي الخلط بينه وبين جيش 21st أو XXI Mountain Corps .
كان فيلق الجيش الحادي والعشرون، الذي تم تعيينه أيضًا في بعض الأحيان مجموعة Falkenhorst  والمجموعة 21  ، فيلق من الهير الألماني خلال الحرب العالمية الثانية. تم نشره لأول مرة في 10 أغسطس 1939 في Wehrkreis I في شرق بروسيا. شارك في عملية فيزروبونغ في أوائل عام 1940. في وقت لاحق من ذلك العام، أصبح Armeegruppe XXI ('Army Group 21'). في عام 1941، أعيد هيكلة فيلق الجيش الحادي والعشرين إلى وحدة على مستوى الجيش ، جيش النرويج. في عام 1943، تم إنشاء وحدة أخرى على مستوى الفيلق تحمل الرقم الترتيبي الفيلق الجبلي الحادي والعشرون.